# Собор Всех Святых, в земле Русской просиявших
Собо́р Все́х Святы́х, в земле́ Ру́сской просия́вших (церк.-слав. Собо́ръ всѣ́хъ ст҃ы́хъ, въ землѝ рѡссі́йстѣй просїѧ́вшихъ) — праздник («собор») Русской православной церкви. Совершается в Неделю всех святых, в земле Русской просиявших, которая приходится на 2-ю Неделю по Пятидесятнице, то есть второе воскресенье после Дня Святой Троицы.
Праздник появился в середине XVI века при митрополите Московском Макарии после проведения им двух соборов 1547 и 1549 годов, канонизировавших большое количество русских святых. Впоследствии был забыт. Восстановлен Поместным собором в 1918 году по инициативе профессора Петроградского университета Бориса Александровича Тураева.
По словам архиепископа Иоанна (Максимовича), это праздник «всех святых, которых взрастила Русская Церковь, Русская земля». По словам архимандрита Иоанна (Крестьянкина) «Им несть числа во всей истории Руси, явленные и неявленные, — множество святых мужей, жён, святителей, чудотворцев, князей, монахов… Разные свойства русской религиозности являют они, но роднит их то, что все они наполнены одним духом — духом святой веры и церковного благочестия, Духом Христовым».

## История праздника

### Канонизация святых в Русской церкви до Макарьевских соборов
Первыми святыми, канонизированными Русской церковью, были страстотерпцы Борис и Глеб, претерпевшие мученическую кончину от своего брата Святополка в 1015 году. В 1020 году были обретены их нетленные мощи и перенесены из Киева в Вышгород, где был в скором времени воздвигнут храм в их честь. Примерно в то же время, около 1020—1021 года, тем же митрополитом Иоанном I была написана служба святым Борису и Глебу, которая стала первым гимнографическим творением русской церковной письменности.
Впоследствии, уже в XI—XII веках Русская церковь явила миру столько святых, что, пожалуй, к середине XII века можно было бы установить день их общей памяти. Тем не менее до начала XVI столетия такого праздника в Русской церкви не было в силу разных причин: отсутствие автокефалии у Русской православной церкви, монголо-татарское иго, позднее появление праздника во имя всех святых в самой Константинопольской церкви (конец IX века), наконец, само по себе наличие такого праздника снимало с повестки дня вопрос об отдельном празднике в честь русских святых, особенно учитывая тот факт, что канонизировано их было немного.
В 1439 году архиепископ Новгородский Евфимий II установил празднование Новгородским святителям, после чего пригласил в Великий Новгород афонского иеромонаха Пахомия Логофета для составления служб и житий новоканонизированным святым. Архиепископ Иона пошёл ещё дальше и прославил «московских, киевских и восточных подвижников». При нём впервые на новгородской земле построен храм в честь преподобного Сергия, игумена Радонежского. Архиепископ Новгородский Геннадий, благодаря которому была собрана воедино первая славянская рукописная Библия, был почитателем русских святых. По его благословению были написаны жития преподобного Савватия Соловецкого и блаженного Михаила Клопского.
В 1528—1529 годах племянник преподобного Иосифа Волоцкого, инок Досифей (Топорков), работая над исправлением Синайского Патерика, в составленном им послесловии сокрушался, что, хотя Русская земля и имеет немало святых мужей и жён, достойных не меньшего почитания и прославления, чем восточные святые первых веков христианства, однако они «нашим небрежением презираема и писанию не предаваема, еже некая и мы сами свемы». Досифей совершал свой труд по благословению архиепископа Новгородского Макария, который много лет занимался собиранием и систематизации агиографического, гимнографического и гомилетического наследия Православной Руси, известного к тому времени. С 1529 по 1541 год архиепископ Макарий и его помощники работали над составлением двенадцатитомного сборника, вошедшего в историю под названием Великие Макарьевские Четьи Минеи, куда вошли жития многих русских святых, почитавшихся в разных уголках Руси, но не имевших общецерковного прославления.

### Макарьевские соборы и последующие годы
Став Митрополитом Московским и всея Руси, он созывает в Москве Соборы в 1547 и 1549 годов, вошедших в историю под именем Макарьевских. Основным деянием Соборов стало торжественное прославление 30 или 31 новых общецерковных и 9 местночтимых святых. На соборах также был решён вопрос о принципе канонизации на будущее время: установление памяти общечтимым святым отныне подлежало соборному суждению всей Церкви. Помимо поимённого прославления русских святых, был установлен день общей памяти «новых чудотворцев Русских», которые вместе с уже почитавшимися ранее святыми Русской Церкви составили сонм её светильников. Участники Собора 1547 года так сформулировали своё решение: «Уставили есмы ныне праздновати новым чудотворцом в Русской земли, что их Господь Бог прославил, Своих угодников, многими и различными чудесы и знаменми и не бе им до днесь соборного пения». Днём праздника сначала было установлено 17 июля, как ближайший день к памяти святого равноапостольного князя Владимира (15 июля).
Установление праздника в честь всех русских святых потребовало и написания службы этого праздника. Эту нелёгкую задачу выполнил инок Суздальского Спасо-Евфимиева монастыря Григорий, оставивший Русской Церкви «в общей сложности до 14 агиологических произведений как об отдельных святых, так и сводные работы обо всех русских святых». Тем не менее, составленная иноком Григорием служба не вошла в печатные Месяцесловы, а её текст распространялся лишь в рукописях и не был издан
Около 1643 года протосинкелл Константинпольского патриарха иеромонах Мелетий Сириг по просьбе митрополита Киевского Петра (Могилы) написал по образцу службы в честь всех преподобных отцов в Сыропустную субботу службу «преподобным отцам Киево-печерским и всем святым, в Малой России просиявшим».
В конце 1640-х годов архимандрит Соловецкого монастыря Сергий (Шелонин) по образцу службы иеромонаха Мелетия составил «Слово похвальное всем святым отцем, иже в России в посте просиявшим», в котором упоминаются не только преподобные отцы, но и святители, юродивые, благоверные князья. Этому же автору принадлежит «Канон всем святым, иже в Велицей России в посте просиявшим», включавший имена 160 русских святых и чтимых угодников Божиих, принадлежащих к разным чинам святости.
Впоследствии память была перенесена на первое воскресенье после празднования святого пророка Илии (20 июля по юлианскому календарю). В начале XVII века дни памяти Русских Святых отмечались в течение недели после Пятидесятницы до Недели Всех святых.

### Забвение и упразднение
К концу XVI века праздник Всех русских святых стали забывать и праздновать только в отдельных уголках России. Эта тенденция в XVII века стала усиливаться. Негативные последствия в вопросе почитания святых Русской церкви имели реформы патриарха Никона, привёдшие к разрыву с предыдущей церковной традицией. В связи с решениями, принятыми на Московском соборе 1666—1667 годов, историк Антон Карташёв писал: «[Восточные] Патриархи, а за ними — увы! — и все русские отцы собора 1667 г. посадили на скамью подсудимых всю русскую московскую церковную историю, соборно осудили и отменили её».
Именно в процессе этих справ из Типикона и Миней было исключено значительное количество богослужебных памятей, в первую очередь, русским святым. В новом церковном Уставе 1682 года исчезли памятные дни, связанные с 21 русским святым. В других случаях был значительно понижен богослужебный статус русских святых. Так, например, благоверный князь Михаил Тверской, супруг уже ранее деканонизированной Анны Кашинской, до раскола имевший в день памяти службу Всенощного бдения (самой высокой степени), был «понижен» до рядовой службы. Понижены в чине или вычеркнуты из богослужебного ряда были также некоторые службы в честь икон Божией Матери, связанных с русской историей, защитой русской земли (Знамения, Казанской, Тихвинской, Феодоровской и др.). Академик Евгений Голубинский указывал: «Уставная запись, ведена ключарями Успенского собора между 1666—1743 годами, замечательная крайне малым количеством Русских святых, которым было празднуемо в соборе. Святых этих в записи всего 11».
Реформы, продолжившиеся при Петре I и его последователях, требовали политического и церковного размежевания с предыдущей традицией. Так, архиепископ Астраханский Никифор (Феотоки) написал: «Собор Макариев был не проповедник, но враг истины… Поругание Церкви называть учителями её таких людей, которые силы божественного писания не знали». Всего исследователи насчитывают несколько десятков святых, в разное время запрещённых к почитанию с середины XVII до конца XIX века.
В итоге на протяжении Синодального периода почитание праздника Всех русских святых в Русской церкви было окончательно предано забвению, сохранялось только у старообрядцев и совершалось у них в неделю после памяти пророка Илии. Служба, составленная иноком Григорием, под названием «Служба всем российским чудотворцам» была издана старообрядческими типографиями за рубежом: в Кракове (конец XVIII века), Гродно (1786, 1789) и Супрасле (1786, 1787). В 1911 году творение инока Григория издали в Москве единоверцы.

### Возрождение интереса к русским святым
В правление Николая II характерно внимание к почитанию святых, а в особенности — к русской святости. Из десяти общецерковных канонизаций Синодального периода пять пришлось именно на время царствования Николая II. В тот же период некоторых из деканонизированных святых вернули в церковный календарь (наибольший резонанс имело повторное прославление Анны Кашинской в 1909 году).
Интерес к русской святости требовал исторического осмысления этого феномена. На рубеже веков появились обобщающие работы, посвящённые русским святым. В первую очередь, здесь следует назвать труд архимандрита Леонида (Кавелина) «Святая Русь, или сведения о всех святых и подвижниках благочестия на Руси» (1891), в 1897—1902 появляется Месяцеслов архиепископа Димитрия (Самбикина). В те же годы заметно усиливается интерес к иконописным изображениям русских святых.
В мае 1900 года появляется определение Синода о подготовке русского перевода «Житий святых» Димитрия Ростовского, и в 1903—1908 годах это издание выходит из печати.
Особое место в ряду агиографических сочинений, изданных на рубеже веков, занимает «Верный месяцеслов всех русских святых, чтимых молебнами и торжественными литургиями общецерковно и местно, составленный по донесениям Святейшему Синоду преосвященных всех епархий в 1901—1902 годах», составленный архиепископом Владимирским и Суздальским Сергием (Спасским), где впервые за Синодальный период последовательно выдерживается практика фиксации реального почитания святых без навязывания этой практики сверху. Также этот труд ценен тем, что не содержит имена подвижников, которые некоторыми писателями в XIX обозначались как уже прославление святые, но не были никем официально канонизованы.
Вопрос о включении в богослужебные книги новых памятей обсуждался при подготовке к созыву Поместного собора. Так, созданная епископом Привислинским Иеронимом (Экземплярским) Комиссия по разработке вопросов, подлежащих обсуждению Поместного Собора, полагала, «что празднование памятей русских святых угодников повсеместно весьма назидательно и благотворно для оживления самосознания народа русского, следовало бы издать распоряжение, чтобы по всем церквам праздновали памяти русских святых в те числа, в которые они положены по Верному месяцеслову русских святых, изданному Святейшим Синодом в 1903 году».
Несмотря на это, вопрос о возвращении праздника всех русских святых до революции так и не был решён. Так известно, что 20 июля (2 августа) 1908 — в день памяти пророка Божия Илии, года крестьянин Судогодского уезда Владимирской губернии Николай Осипович Газукин направил в Святейший Синод ходатайство об установлении ежегодного празднования «Всем святым Российским, с начала Руси прославленным» с просьбой «почтить этот день особо составленною церковною службою». Прошение вскоре было отклонено синодальным определением на том основании, что существующий праздник Всех святых включает в себя и память святых русских.

### Восстановление праздника на Поместном соборе в 1918 году
Инициатором воссоздания праздника выступил историк-востоковед профессор Петроградского университета Борис Александрович Тураев, сотрудник Богослужебного Отдела Священного Поместного Собора Православной Российской Церкви 1917—1918 годов. 15 марта 1918 года он выступил на заседании Отдела о богослужении, проповедничестве и храме с докладом, в подготовке которого принимал участие иеромонах Владимирского Рождественского монастыря Афанасий (Сахаров). Доклад содержал исторический обзор чинопоследований русским святым и предложение о восстановлении незаслуженно забытого праздника в честь собора святых Русской земли:

составленная в Великороссии служба нашла себе особенное распространение на периферии Русской Церкви, на западной её окраине и даже за пределами её в то время разделения России, когда особенно остро чувствовалась потеря национального и политического единства. <…> В наше скорбное время, когда единая Русь стала разорванной, когда нашим грешным поколением попраны плоды подвигов Святых, трудившихся и в пещерах Киева, и в Москве, и в Фиваиде Севера, и в Западной России над созданием единой Православной Русской Церкви, — представлялось бы благовременным восстановить этот забытый праздник, да напоминает он нам и нашим отторженным братиям из рода в род о Единой Православной Русской Церкви и да будет он малой данью нашего грешного поколения и малым искуплением нашего греха.

Одобренный отделом доклад Тураева 20 августа 1918 года был рассмотрен Собором, и наконец, 26 августа, в день тезоименитства Святейшего Патриарха Тихона, было принято историческое постановление: «1. Восстанавливается существовавшее в Русской Церкви празднование дня памяти Всех святых русских. 2. Празднование это совершается в первое воскресенье Петровского поста».
Собор предполагал, что этот праздник должен стать своего рода вторым храмовым праздником для всех православных церквей на Руси. Содержание его, как предлагал Борис Тураев, стало более универсальным: это уже не просто чествование русских святых, а торжество всей Святой Руси, при этом — не триумфальное, но покаянное, заставляющее нас оценить прошлое и извлечь из него уроки для созидания Православной Церкви в новых условиях.
Собор постановил печатать исправленную и дополненную Службу инока Григория в конце Цветной Триоди. Однако спешно взявшиеся за этот труд Борис Тураев и другой участник Собора иеромонах Афанасий (Сахаров) вскоре пришли к выводу, что службу по сути надо составлять заново: «Древнюю службу, составленную известным творцом нескольких служб монахом Григорием, трудно было исправлять. Поэтому решено было позаимствовать из неё лишь немногое, а всё остальное составить заново, частью сложивши совершенно новые песнопения, частью выбравши наиболее характерное и лучшее из существующих богослужебных книг, по преимуществу из отдельных служб русским святым. Б. А. Тураев взял на себя главным образом составление новых песнопений, его сотрудник — подбор соответствующих мест из готового материала и приспособление их к данной службе».
Борису Тураеву и иеромонаху Афанасию очень хотелось составленную ими службу «провести через Собор», который вот-вот должен был закрыться. 8 сентября 1918 года, на предпоследнем заседании богослужебного отдела Поместного Собора, ещё не полностью готовая служба была рассмотрена, одобрена и передана на последующее утверждение Святейшему Патриарху и Священному Синоду.

### В советское время
18 ноября того же года, уже после закрытия Собора, Патриарх Тихон и Священный Синод благословили печатание новой Службы под наблюдением митрополита Владимирского и Шуйского Сергия (Страгородского), что было осуществлено в Москве в конце того же года. Рассматривавший новую митрополит Сергий (Страгородский) внёс в неё составленный им самим тропарь «Яко же плод красный…». Подготовленный первый вариант службы рассматривал затем и Патриарх Тихон.
13 декабря того же года всем епархиальным архиереям был разослан указ о восстановлении дня памяти Всех русских святых, а 16 июня 1919 года направлен и типографски отпечатанный текст службы с указанием совершать её в ближайший воскресный день по получении. Как отмечалось в Журнале Московской Патриархии в 1946 году: «Эта служба была напечатана в ограниченном количестве, разошлись по рукам участников Собора, не была разослана по епархиям и не получила широкого распространения. Скоро она сделалась редкостью. Распространявшиеся с неё рукописные списки изобиловали рядом ошибок, вставок, пропусков, причём и эти рукописные списки были в очень немногих церквах. Громадное большинство церквей не имело ничего».
В Петрограде уже через год после восстановления Русской Церковью праздника Всех Русских Святых, 22 июня 1919 года, протоиерей Николай Чуков и Борис Тураев молились по составленной им с иеромонахом Афанасием (Сахаровым) службе в церкви Святых Апостолов Петра и Павла в главном здании Петроградского университета. В августа 1919 года эта церковь была закрыта, однако в течение двух недель протоиерей Н. К. Чуков и профессор Б. А. Тураев смогли добиться места для церкви в частной квартире на Биржевой линии, 8, кв. 19. Вечером 27 августа 1919 года было совершено малое освящение храма в честь Всех святых, в земле Российской просиявших, затем всенощное бдение, а утром 28 августа протоиерей Николай Чуков уже служил первую литургию. Её настоятелем с 1920 года и до закрытия 19 июля 1923 года был священник Владимир Лозина-Лозинский. 6 декабря 1920 года крестильня в соборе Святого Князя Владимира была переоборудована в храм и освящена как придел храма Всех Русских Святых.
23 июля 1920 года скончался Борис Тураев, очень желавший и далее трудиться над дополнением и исправлением спешно составленной службы, а архимандрит Афанасий (Сахаров) не решался один браться за такой ответственный труд. Осенью 1922 года епископ Афанасий (Сахаров) во время своего первого ареста в 17-й камере Владимирской тюрьмы встретился с рядом единомысленных с ним почитателей только что восстановленного праздника. Это были: архиепископ Крутицкий Никандр (Феноменов), архиепископ Астраханский Фаддей (Успенский), епископ Вязниковский Корнилий (Соболев), епископ Суздальский Василий (Зуммер), игумен Чудова монастыря Филарет (Волчан), московские протоиереи Сергий Глаголевский и Николай Счастнев, священник Сергий Дурылин, правитель дел Высшего Церковного Управления Пётр Викторович Гурьев, московский миссионер Сергей Васильевич Касаткин и иподиакон архиепископа Фаддея Николай Александрович Давыдов. В «Датах и этапах моей жизни» указываются кроме того священник Николай Дулов и протоиерей Алексий Благовещенский. Как вспоминал епископ Афанасий: «И вот тогда-то после неоднократных бесед об этом празднике, о службе, об иконе, о храме во имя сего праздника, было положено начало нового пересмотра, исправления и дополнения службы, напечатанной в 1918 году. Между прочим была высказана мысль о желательности дополнить службу так, чтобы её можно было совершать не только во 2-ю неделю по Пятидесятнице, но по желанию и в другое время и не обязательно в воскресный день».
10 ноября 1922 года в той же тюрьме, в день памяти святителя Димитрия Ростовского, епископ Афанасий (Сахаров) вместе с вышеупомянутыми епископами и священникам совершил службу Всем русским святым. Всё это укрепило епископа Афанасия в мысли о том, что утверждённую Собором 1917—1918 годов службу Всем русским святым необходимо дополнять и далее, «а вместе с тем явилась мысль о желательности и необходимости установления и ещё одного дня для общего празднования всех Русских святых, сверх установленного Собором», е связи с чем епископ Афанасий предложил установить второй, непереходящий праздник в честь Всех русских святых, когда бы во всех русских храмах «могла бы быть совершаема только одна полная праздничная служба, не стесняемая никакой другой». Епископ Афанасий (Сахаров) объяснил это в предисловии к службе Всем святым, в земле Русской просиявшим: «При этом казалось бы более всего соответствующим совершать празднование Всем Святым, в земле Русской просиявшим, 16 (29) июля непосредственно за праздником просветителя Русской земли святого равноапостольного великого князя Владимира. Тогда праздник нашего Равноапостола будет как бы предпразднством к празднику Всех Святых, процветших в той земле, в которую он всеял спасительные семена веры Православной. И самый праздник Всех Русских Святых тогда будет начинаться прославлением князя Владимира на 9-м часе пред праздничной малой вечерней. Праздник Всех Русских Святых есть праздник всей святой Руси».
В этот период стали создаваться тайные домашние церкви во имя Всех Русских Святых. В первую очередь домовый храм во имя Всех Русских Святых всегда старался устроить епископ Афанасий, если позволяли условия. После тюрьмы последовала ссылка в Зырянскую область, где в домике, в котором жили ссыльные, была устроена келейная церковь во имя Всех Святых, в земле Русской просиявших. В ней совершали богослужения епископ Афанасий, митрополит Кирилл (Смирнов), архиепископ Фаддей (Успенский), который исполнял обязанности чтеца и певчего. На богослужении присутствовали только ссыльные. Среди прихожан этой церкви был и Сергей Фудель, позднее описавший эти богослужения. Будучи сослан в Туруханск, епископ Афанасий смог снова устроить свою домашнюю церковь во имя Всех Русских Святых, где он служил ежедневно. Престольный праздник служил дважды: 1-е воскресенье Петрова поста и 28-30 июля.
В конце 1920-х — начале 1930-х годов иконописица Мария Соколова по благословению епископ Афанасия (Сахарова) работала над иконой «Все святые, в земле Русской просиявшие». С этой целью она разыскивала в источниках «подобия» лика каждого святого, подробно изучая житийный материал. В 1934 году в домовом храме иеромонаха Троице-Сергиевой лавры Иеракса (Бочарова) в городе Лосиноостровском первая икона нового извода была освящена епископом Афанасием в канун Недели Всех святых, в земле Российской просиявших. Этот образ стал келейной иконой епископа Афанасия, которую он завещал передать в Троице-Сергиеву лавру.
В 1938 году посёлке Беш-Бала под Ферганой в небольшом частном доме архимандрит Гурий (Егоров) устроил домовый храм в честь Всех Святых, в земле Российской просиявших. В 1946 году он был назначен наместником вновь открытой Троице-Сергиевой лавры, и в том же году он освятил храм во имя всех Русских Святых в крипте под Успенским Собором.
В 1946 году вышла в свет Служба Всем святым, в земли Российской просиявшим, изданная Московской Патриархией, однако дополнения и изменения, внесённые епископом Афанасием, учтены не были. Кроме того, при публикации были допущены цензурные искажения, уничтожавшие все указания на новомучеников: по заданию советских властей эту «правку» выполнил инспектор ЛДА профессор Лев Парийский. Епископ Афанасий (Сахаров) был недоволен этой редакцией и продолжал работать над собственным вариантом текста службы. Тем не менее, это издание имело большое значение для Церкви: благодаря ему началось повсеместное празднование памяти Всех русских святых во 2-ю Неделю по Пятидесятнице. В конце 1950-х годов епископ Афанасий рассылал машинописные копии подготовленной им редакции различным церковным деятелям. Поэтому его текст был более или менее известен. Окончательный текст службы, более полный по сравнению с текстом первых изданий, был выпущен в составе Миней, подготовленных Московской Патриархией в 1978—1989 годы. Редакция, приспособленная к служению не в соединении с воскресной службой, а как самостоятельное трёхдневное праздничное богослужение (15-17 июля) при жизни автора издана не была и Долгое время эта служба распространялась в списках, пока в 1995 году не была издана в полном объёме.
10 марта 1964 года решением Священного Синода был установлен Собор Ростово-Ярославских святых. Начиная с конца 1970-х годов по благословению Патриарха Пимена происходило включение в богослужебный календарь Русской Церкви дней памяти местных соборов святых: Тверских (1979), Новгородских (1981), Радонежских (1981), Костромских (1981), Владимирских (1982), Смоленских (1983), Белорусских (1984), Сибирских (1984), Казанских (1984), Костромских (1981), Рязанских (1987), Псковских (1987) и Крымских (1988). Игумен Андроник (Трубачёв) в 1988 году отмечал: «За время Патриаршества Святейшего Патриарха Пимена с 1971 года было установлено 11 соборных русских памятей и принято 2 соборных празднования, установленных в других Православных Церквах. Эта статистика совершенно определённо указывает, что ныне в Русской Церкви происходит осмысление и собирание духовного опыта святых Русской земли».
Поместный собор 1988 года прославил к общецерковному почитанию 9 святых, живших в XIV—XIX веках. К празднику 1000-летия Крещения Руси Богослужебная комиссия подготовила «Чинопоследования праздника Крещения Руси». Согласно Уставу, служба Господу Богу в память Крещения Руси должна предшествовать и соединяться со службой всем святым, в земле Российской просиявшим. Таким образом, завет Собора 1917—1918 годов был окончательно выполнен через 70 лет. В том же году был освящён Храм в честь всех святых, в земли Российской просиявших в Резиденции Священного Синода и Патриарха в Московском Даниловом монастыре.

### Новейшая эпоха
После празднования 1000-летия крещения Руси в СССР, а затем в России, странах СНГ и в зарубежье стали строить храмы в честь всех святых, в земле Русской просиявших. По данным сайта Соборы.ру, таких храмов насчитывается 90. В 1990—2000-х годах к сонму русских святых, просиявших в Русской церкви за многовековую её историю, добавились несколько сотен новомучеников и исповедников российских
В 1995 году была напечатана отдельной книгой «Служба Всем Святым, в земле Российской просиявшим». Хотя этот праздник фактически продолжает тему последнего торжества Цветной Триоди («Всех Святых»), но дополнять эту греческую в своей основе книгу не стали. В качестве предисловия в неё вошла и статья епископа Афанасия (Сахарова). В 2002 году текст службы включили в дополненное издание майской Минеи (часть 3).
29 мая 2013 года Священный синод, опираясь на решение Архиерейского собора 2—5 февраля 2013 года о целесообразности употребления именования «Собор новомучеников и исповедников Церкви Русской» (вместо «Собор новомучеников и исповедников Российских») в связи с тем, что каноническая ответственность Русской православной церкви простирается на многие государства, постановил: 

Утвердить для использования в официальных церковных документах и изданиях, в том числе богослужебных, следующие именования:
- «Собор новомучеников и исповедников Церкви Русской» вместо «Собор новомучеников и исповедников российских»;
- «Неделя всех святых, в земле русской просиявших» вместо «Неделя всех святых, в земле российстей просиявших».

14 мая 2018 года Священный синод Русской православной церкви одобрил для употребления за богослужением и в домашней молитве новая редакция текста акафиста Всем святым, в земле Русской просиявшим.

## Иконография
Ныне существующие в Русской православной церкви иконы Собора всех святых, в земле Русской просиявших, восходят к изображению созданному иконописицей Иулианией (Соколовой), указания которой давал епископ Афанасий (Сахаров). Икона необычная тем, что земля на ней занимает почти всё иконописное пространство, вертикально поднимаясь вверх. Святые, изображённые на иконе, объединены в группы по месту подвига, при этом как был сливаясь в единый поток.
В центре иконы помещён Успенский собор Московского кремля, у подножия которого расположены московские святые.
Эта икона легла в основу иконографии, созданной в Русской Зарубежной Церкви, где она была дополнена изображением святых царственных страстотерпцев и новомучеников российских, посещённых. После канонизации Архиерейским Собором Русской Православной Церкви в августе 2000 года новомучеников и исповедников Церкви Русской изображение их собора добавилось и на иконы, написанные в России.